# Inoussa Guébré
Inoussa Guébré ist ein ivorischer Straßenradrennfahrer.
Inoussa Guébré wurde 2006 Zweiter in der Gesamtwertung der Tour de l’Or Blanc hinter Ahmed Ouédraogo und bei der ivorischen Meisterschaft im Einzelzeitfahren hinter Issiaka Fofana. In der Saison 2008 belegte er bei dem Eintagesrennen Grand Prix Ahoua Simon den zweiten Platz. Bei der Tour de l’Or Blanc gewann er mit seinem Team das Mannschaftszeitfahren und er wurde nationaler Meister im Einzelzeitfahren.

## Erfolge
2008
- Ivorischer Meister im Einzelzeitfahren